# Leptosphaeroma gottschei
Leptosphaeroma gottschei is een pissebed uit de familie Sphaeromatidae. De wetenschappelijke naam van de soort is voor het eerst geldig gepubliceerd in 1885 door Hilgendorf.